# Villa Mariaheuvel
Villa Mariaheuvel is een beschermd rijksmonument aan de Luitenant Generaal van Heutszlaan in Baarn, in de provincie Utrecht.
Mariaheuvel is een van de rijkst uitgevoerde villa's in Baarn. Het is in 1883 gebouwd door A.L. van Gendt voor N. de Vries uit Amsterdam. Voor de Tweede Wereldoorlog werd de villa bewoond door jeneverfabrikant Hoppe. In de oorlog werd ook deze villa door de Duitsers gevorderd. Daarna heeft er een jongenstehuis Eemland van de Broeders-Congregatie van Onze Lieve Vrouw van Zeven Smarten in gezeten. Na 1983 zijn er zes appartementen in ondergebracht. In de tweede helft van de twintigste eeuw was er op de begane grond een dansschool gevestigd. 
In de linkerzijgevel is een torentje opgenomen met een steil schilddak. De ballusters van het balkon zijn afkomstig van het voormalige badhotel. In het verleden was de tuin driemaal zo groot als nu.
De naam Mariaheuvel is ontstaan toen jeneverfabrikant Hermanus Hoppe het pand als huwelijkscadeau kreeg van de ouders van zijn vrouw Maria Wreesman.